# Paul Abadie
Paul Abadie (París, 1812 - Chatou, 1884) fue un arquitecto francés adscrito a la corriente medievalista. Segundo inspector en la restauración la Catedral de Notre Dame y miembro de la Academia Francesa de Bellas Artes.

## Obra
En 1874 ganó el concurso para la Basílica del Sagrado Corazón de Montmartre (París), para cuya cúpula se inspiró en la románica de Catedral de Saint-Front en Périgueux.